# Barbato
Barbato (em latim: Barbatus; m. 536) foi um oficial militar bizantino do século VI de possível origem trácia. Em 533, esteve entre os comandantes de cavalaria enviados por Belisário na expedição contra o Reino Vândalo; os outros foram Rufino, Aigã e Papo. Na batalha de Tricamaro de dezembro do mesmo ano, comandou parte da cavalaria da ala direita romana. No verão de 536, liderou a força de cavalaria regular na Numídia. Marchou sob Marcelo contra o rebelde Estútias em Gadiaufala. Seu exército desertou para Estútias, e os oficiais bizantinos procuraram refúgio numa igreja local, da qual apareceram após Estútias prometer poupá-los. Em seguida, foram executados.